# Ramie
Ramie (Boehmeria nivea of Chinees gras; ook: Ramée of Rameh) is een van nature in oostelijk Azië voorkomende plant uit de brandnetelfamilie. Boehmeria nivea is een meerjarige plant en wordt doorgaans 1 tot 2,5 meter hoog. De bladeren zijn hartvormig en aan de onderzijde wit tot zilverkleurig. Het blad heeft een lengte tussen 7 en 15 cm en een breedte van 6 tot 12 cm. De haartjes op de onderzijde prikken niet.
De plant wordt kort voor de bloei geoogst. Ramie wordt vooral in China geproduceerd en textiel gemaakt van de vezels van de ramie wordt dan ook wel Chinees linnen genoemd.

## Toepassing
Uit de stengel van de plant worden al meer dan 6000 jaar vezels gewonnen die gebruikt worden voor de productie van onder meer draad en touw, visnetten, papier en grove textielwaren als tafellakens, beddengoed en gordijnen (graslinnen). Ook gloeikousjes werden wel geweven uit ramie. Naast Boehmeria nivea werd ook Boehmeria tenecissima aangewend.